# Hexham
Hexham (/ˈhɛksəm/ HEKS-əm) es una ciudad del noreste de Inglaterra, Reino Unido, en el condado de Northumberland. Es una villa comercial, y en 2011 tenía una población de 11.900 habitantes.
Cuenta con varios pequeños núcleos de población, los cuales son Corbridge, Riding Mill, Stocksfield y Wylam.
Está a cuarenta kilómetros de Newcastle Upon Tyne.

## Toponimia
El nombre Hexham deriva del inglés antiguo Hagustaldes ea y más tarde Hagustaldes ham de donde deriva la forma moderna (con el elemento "-ham"). Hagustald está relacionado con el antiguo alto alemán hagustalt , que denota un hijo menor que toma tierras fuera del asentamiento; el elemento ea significa "arroyo" o "río" y ham es la forma en inglés antiguo del inglés moderno "hogar" (y el escocés y el inglés del norte "hame"). 

## Historia
La abadía de Hexham se originó como un monasterio fundado por Wilfrid en 674. La cripta del monasterio original sobrevive e incorpora muchas piedras extraídas de ruinas romanas cercanas , probablemente Corbridge o el Muro de Adriano..
La Crónica anglosajona (Manuscrito D: Cotton Tiberius B IV) registra el asesinato del rey Ælfwald por Sicga en Scythlecester (que puede ser el moderno Chesters ) el 23 de septiembre de 788:
Este año, Alfwald, rey de Northumbria, fue asesinado por Siga, el noveno día antes de las calendas de octubre; y a menudo se veía una luz celestial en el lugar donde fue asesinado. Fue enterrado en Hexham en la iglesia.
Ella fue Alfwald Norðhymbra cyning ofslægen fram Sigan en .viiii. Kalendas Octobris, 7 heofonlic leoht wæs lome gesewen þær þær he ofslægen wæs, 7 he wæs bebyrged en Hagustaldesee innan þære cyrican.
Como muchas ciudades de la zona fronteriza anglo-escocesa y regiones adyacentes, Hexham sufrió las guerras fronterizas entre los reinos de Escocia e Inglaterra , incluidos los ataques de William Wallace que quemó la ciudad en 1297. En 1312, Robert the Bruce , rey de Escocia. , exigió y recibió £ 2000 de la ciudad y el monasterio para evitar un destino similar. En 1346, el monasterio fue saqueado en una invasión posterior dirigida por el rey David II de Escocia . 
En 1464, durante las Guerras de las Rosas , se libró la Batalla de Hexham en algún lugar al sur de la ciudad; el sitio real está en disputa. El derrotado comandante de Lancaster, Henry Beaufort, tercer duque de Somerset , fue ejecutado en el mercado de Hexham. Existe una leyenda que cuenta que la reina Margarita de Anjou se refugió después de la batalla en lo que se conoce como La Cueva de la Reina, donde fue acosada por un ladrón; la leyenda formó la base de una obra de teatro del siglo XVIII de George Colman el Joven (La batalla de Hexham); pero se ha establecido que la reina Margarita había huido a Francia cuando tuvo lugar la batalla. La Cueva de la Reina en cuestión está en el lado sur de West Dipton Burn, al suroeste de Hexham. 

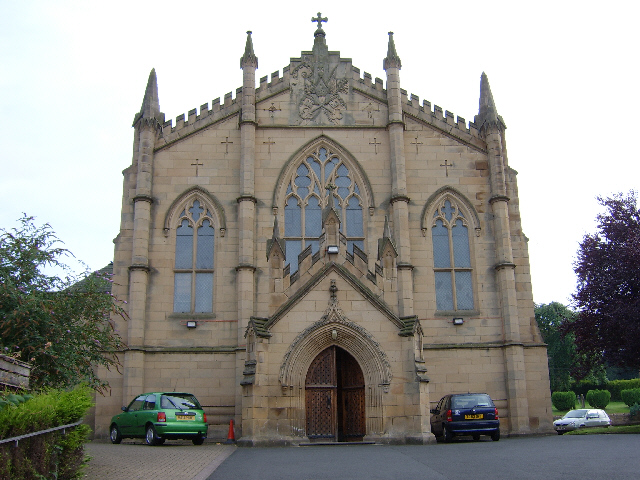
Iglesia católica romana de Santa María, Hexham

Hasta 1572, Hexham fue el centro administrativo de la antigua Liberty o Peculiar de Hexhamshire.
En 1715, James Radclyffe, tercer conde de Derwentwater , levantó el estandarte de James Francis Edward Stuart en Hexham Market.
"Hexham" se usaba en Borders como eufemismo de " Infierno ". De ahí el término "¡A Hexham contigo y tu cabrón!", grabado en 1873, y la expresión popular "¡Gang to Hexham!"."Hexham-birnie" se deriva del término y significa "un lugar indefinidamente remoto".

### Disturbios de Hexham
En 1761, el motín de Hexham tuvo lugar en Market Place cuando tropas de la milicia de North Yorkshire dispararon contra una multitud que protestaba por los cambios en los criterios para servir en la milicia. Unos 45 manifestantes murieron, lo que le valió a la milicia el sobrenombre de The Hexham Butchers.

## Edificios notables
El paisaje arquitectónico de Hexham está dominado por la Abadía de Hexham. La iglesia actual data en gran parte de c. 1170-1250, en el estilo arquitectónico del gótico inglés temprano. De esta época datan el coro, los cruceros norte y sur y los claustros, donde estudiaban y meditaban los canónigos.
La abadía se encuentra en el extremo oeste de la plaza del mercado, que alberga Shambles, un mercado cubierto construido por Sir Walter Blackett en 1766; Es un edificio catalogado de Grado II*.

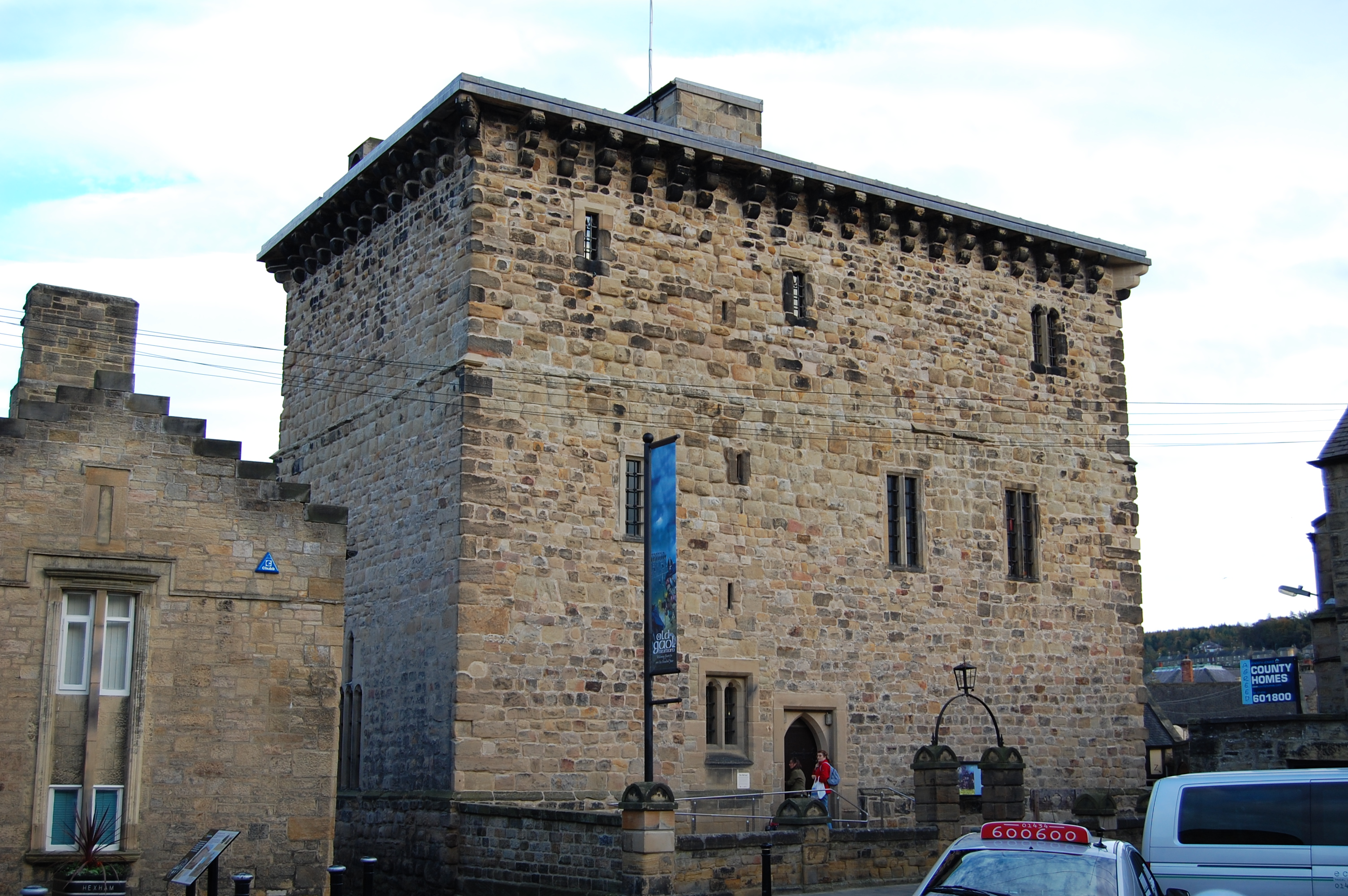
La vieja cárcel

En el extremo este de la plaza del mercado se encuentra el Moot Hall, originalmente encargado como puerta de entrada que formaba parte de las defensas de la ciudad. El Moot Hall, considerado uno de los mejores ejemplos de palacio de justicia medieval en el norte de Inglaterra, es un edificio catalogado de Grado I.
La Old Gaol , detrás del Moot Hall en Hallgates, fue una de las primeras cárceles construidas expresamente en Inglaterra. Fue construido entre 1330 y 1333 y es un edificio catalogado de Grado I.
The Leazes on Shaws Lane es una mansión catalogada de grado II construida en 1853 por John Dobson para William Kinsopp.

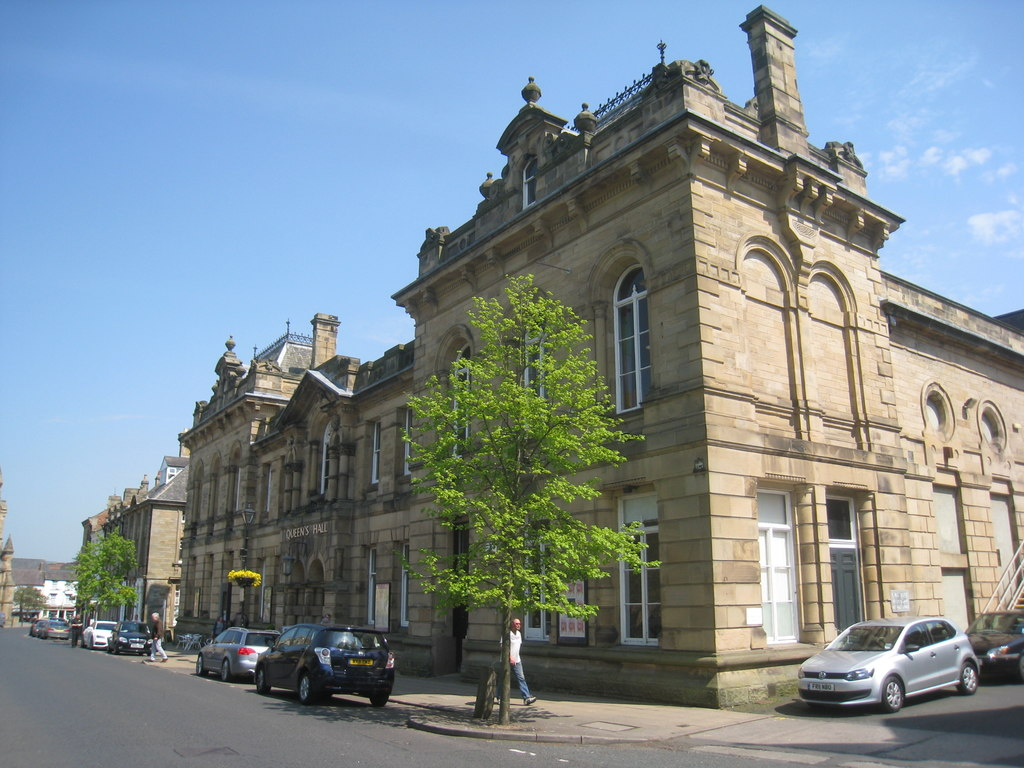
El Salón de la Reina (Queen's Hall)

La Biblioteca Hexham y el Centro de Arte Queen's Hall se pueden encontrar en el Queen's Hall , terminado en 1866. El edificio contiene la Colección de Estudios Locales de Brough, que es la segunda colección de historia local más grande del condado.
Dare Wilson Barracks, el hogar de la Compañía X, 5.º Batallón, Regimiento Real de Fusileros, se completó en 1891.

## Gobernanza
Hexham está en el distrito electoral parlamentario de Hexham . Guy Opperman ha sido miembro conservador del parlamento de Hexham desde mayo de 2010. En 2023, Joe Morris fue seleccionado para presentarse como candidato del Partido Laborista en las próximas elecciones generales. La ciudad depende del Consejo del condado de Northumberland y contiene tres distritos: Hexham Central con Acomb, Hexham East y Hexham West.

## Medios locales

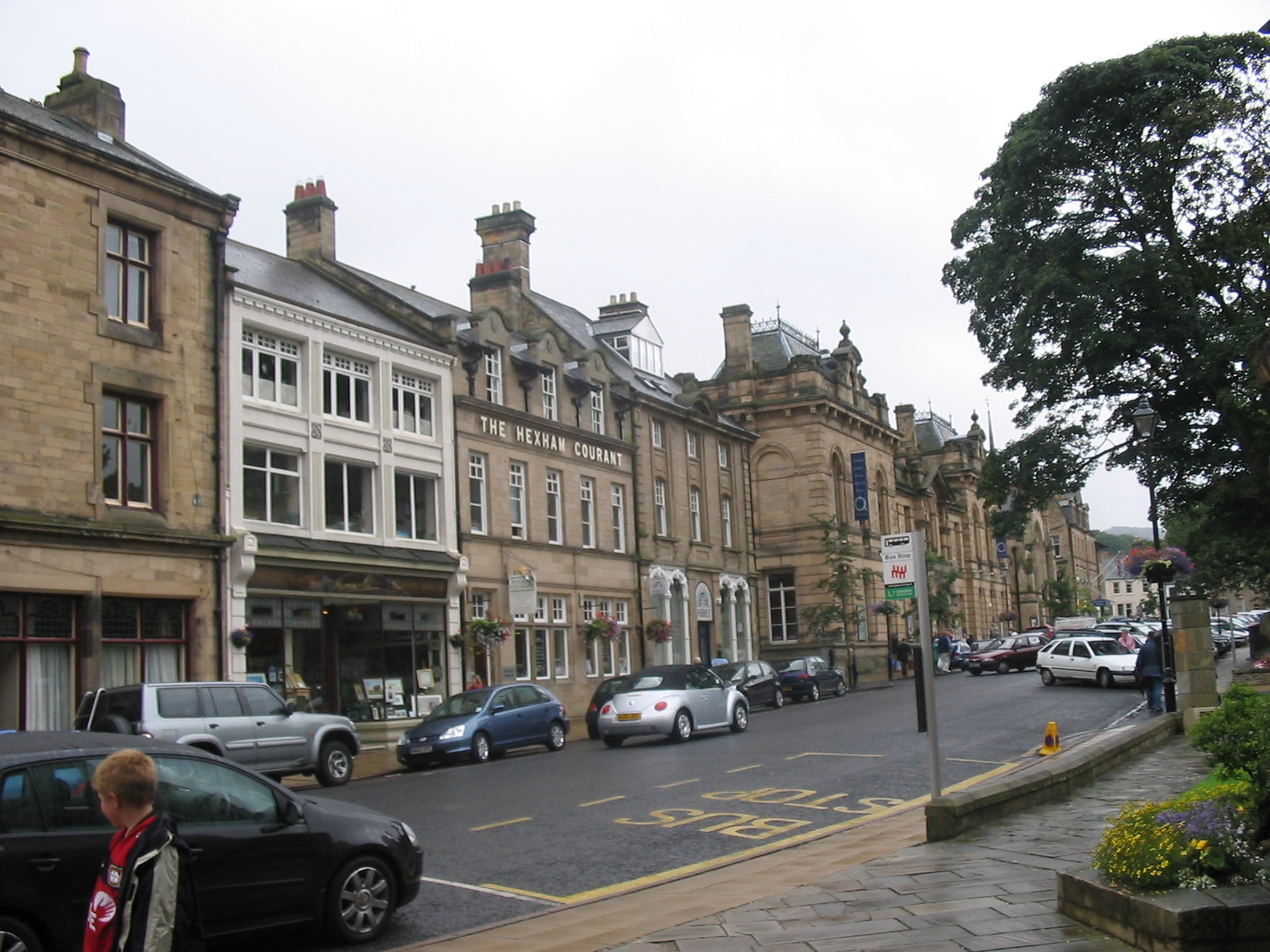
Calle Beaumont en Hexham con las oficinas de Courant

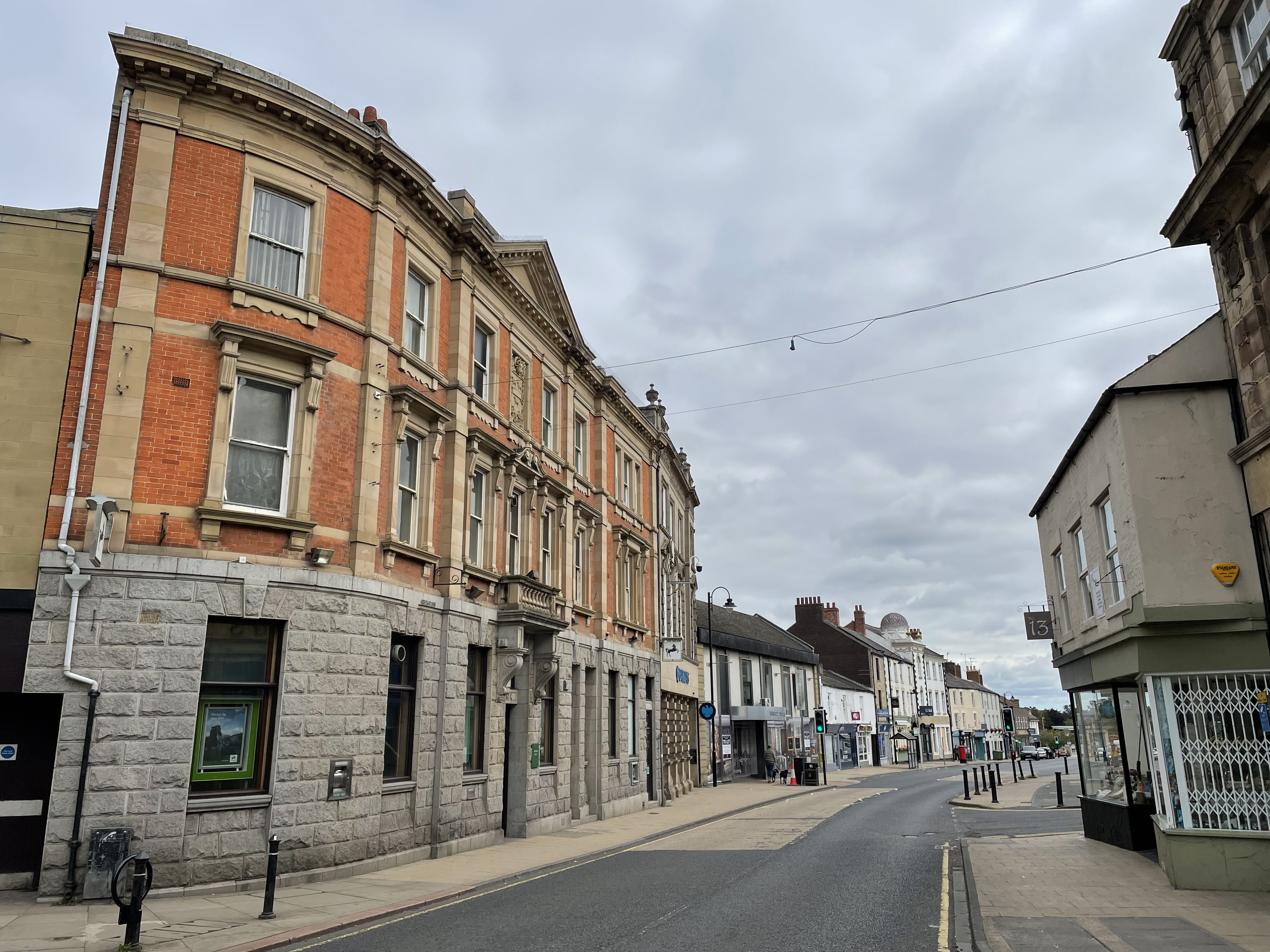
Calle Sacerdote Popple

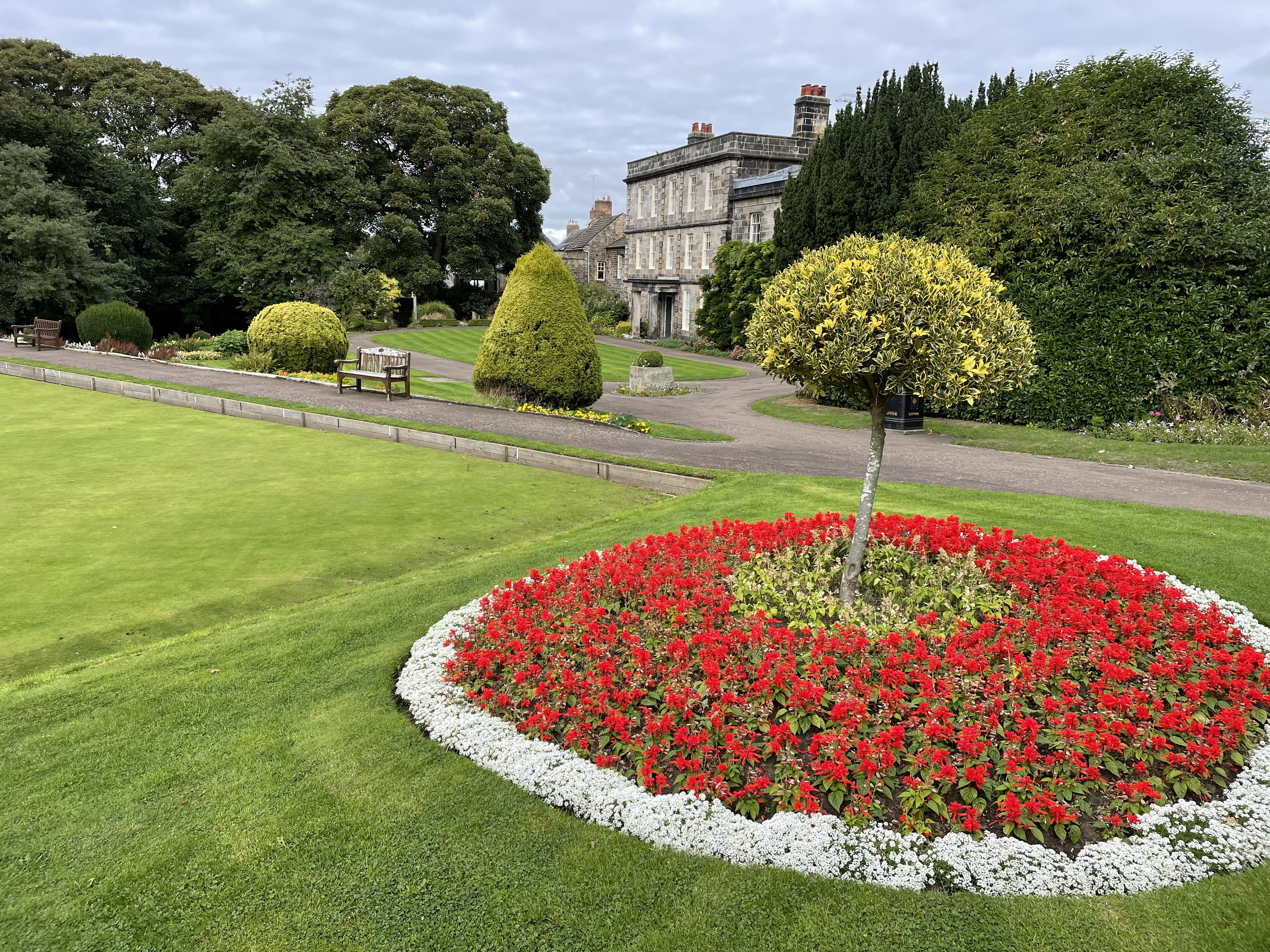
Los terrenos de la casa Hexham

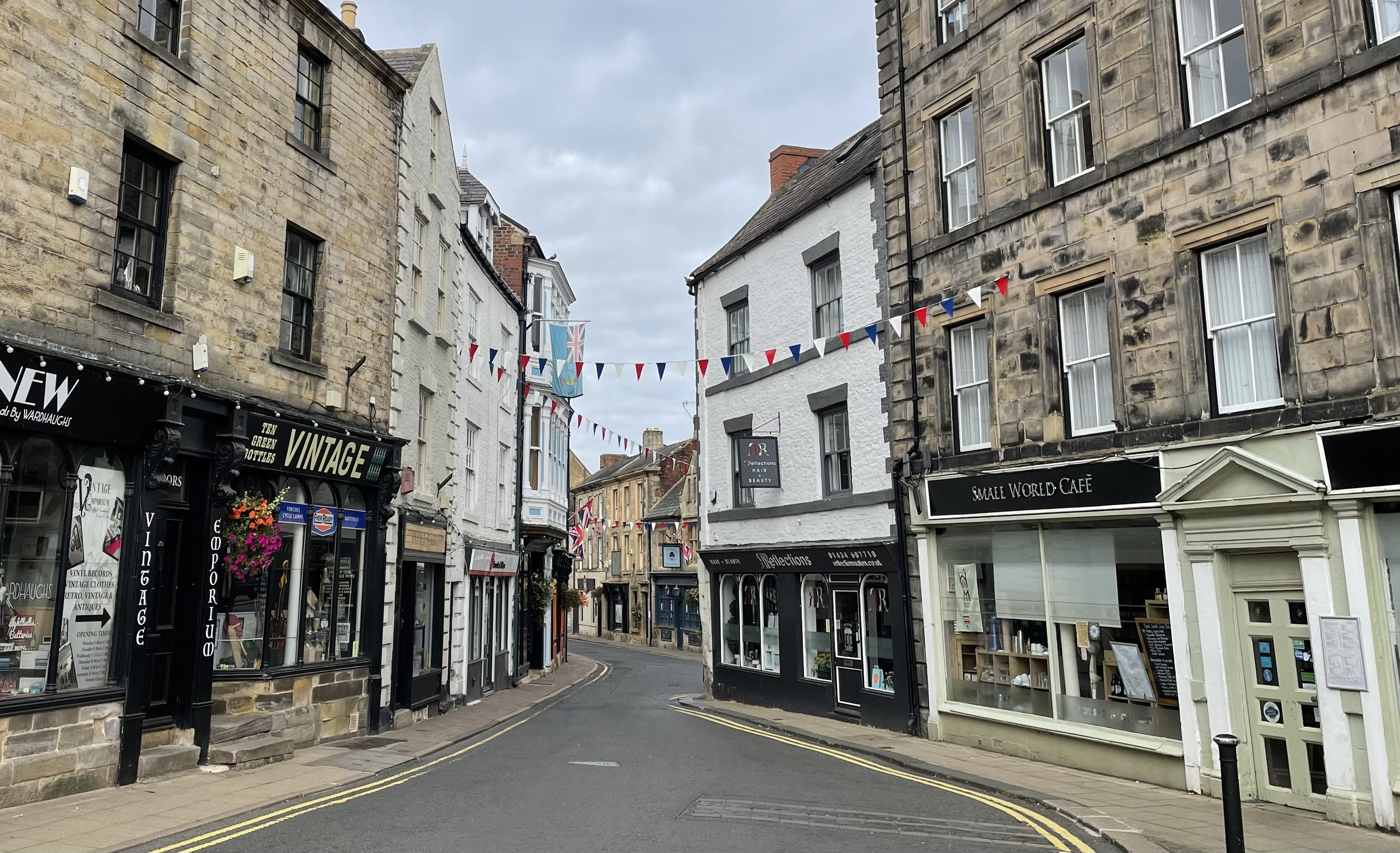
calle del Mercado en el casco antiguo

El Hexham Courant es el periódico local que presta servicios en Hexham y Tynedale desde 1864. Fue lanzado por primera vez por J. Catherall & Co. y en ese momento abrazó la causa liberal. Más tarde absorbió al Hexham Herald, que apoyaba a los conservadores . En 1977, el Grupo CN adquirió el periódico.
Desde la oficina de Hexham Courant se puede ver una cámara web con vistas a Hexham Abbey en el siguiente sitio web: Hexham Courant
BBC North East y Cumbria e ITV Tyne Tees proporcionan programas de televisión y noticias locales .
Las estaciones de radio locales de Hexham son BBC Radio Newcastle en 103.7 FM, Capital North East en 105.8 FM, Heart North East en 96.4 FM, Smooth North East en 101.2 FM y Metro Radio en 103.2 FM.
Las carreras de caballos del campo de la ciudad en Yarridge Heights aparecen regularmente en transmisiones por televisión de Racing UK y otras emisoras seleccionadas. Durante el verano, se pueden escuchar transmisiones sonoras periódicas de comentarios de cricket para Tynedale CC a través de Internet en Spreaker Internet Radio.

## Educación
Hexham cuenta con escuelas primarias, intermedias y secundarias estatales y utiliza el sistema de tres niveles al igual que el resto de Northumberland. La escuela secundaria Queen Elizabeth, ubicada en parte en un antiguo hotel hidropático, es el principal centro educativo de la ciudad. La escuela privada más cercana es Mowden Hall School , una escuela preparatoria ubicada a 16 km (10 millas) de distancia en Stocksfield .

## Premios
Hexham ganó el premio de ciudad en los premios Britain in Bloom de 2005. Ese mismo año, la revista Country Life también la nombró ciudad comercial favorita de Inglaterra.
Hexham fue votado como el lugar más feliz para vivir en Gran Bretaña en 2019 y 2021.

## Transporte

### Aire
El aeropuerto más cercano a Hexham es el Aeropuerto Internacional de Newcastle , que se encuentra a unas 20 millas (32 km) de distancia por carretera. El aeropuerto de Carlisle Lake District y el aeropuerto internacional de Teesside se encuentran a unas 32 y 58 millas (51 y 93 km) de distancia por carretera, respectivamente.

### Ferrocarril
La ciudad cuenta con Hexham, una estación de la línea Tyne Valley . Está situado en parte de la ruta ferroviaria original de Newcastle y Carlisle , que data de 1837, y une la ciudad de Newcastle upon Tyne con Carlisle. La línea sigue el curso del río Tyne a través de Northumberland.
Los servicios de la línea Tyne Valley son actualmente operados por Northern Trains . A partir del cambio de horario de diciembre de 2019, la estación cuenta con un servicio dos veces por hora en dirección oeste hacia Carlisle , y tres trenes por hora en dirección este hacia Newcastle.

### Carretera
Hexham cuenta con la carretera A69 , que recorre 54 millas (87 km) desde Carlisle hasta Newcastle upon Tyne . Esta carretera sirve como alternativa a la ruta original, la A695 , que va de Hexham a Newcastle upon Tyne, dando servicio a Corbridge , Stocksfield , Prudhoe y Blaydon.

### Estación de autobuses de Hexham

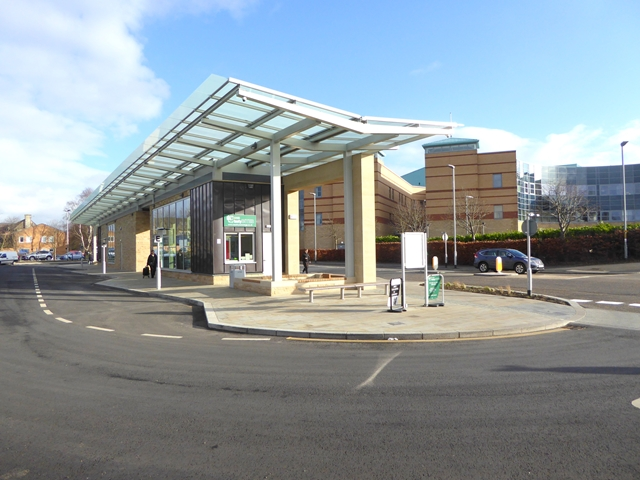
Estación de autobuses de Hexham

La estación de autobuses original estaba ubicada en Priestpopple y data de la década de 1930. En noviembre de 2016, la estación de autobuses se trasladó a su ubicación actual en Dene Avenue, a un costo de £2,28 millones.
Go North East brinda la mayoría de los servicios en Hexham y sus alrededores, con servicios locales que operan bajo la marca Tynedale Links. El servicio de autobús turístico AD122 funciona durante todo el año y aumenta sus servicios durante los meses de verano, y llega a varios lugares a lo largo del Muro de Adriano , así como a la ciudad comercial de Haltwhistle . Es memorable que el número de ruta, 122 d. C., sea la fecha de construcción de la muralla.
A julio de 2022 , la asignación de stands es:
A 2022 de 7, la asignación de stand es:
| Stand | Ruta  | Destino                                    |
| ----- | ----- | ------------------------------------------ |
| A     | 10    | Newcastle via Prudhoe & Metrocentre        |
| A     | 683   | Hexham General Hospital                    |
| A     | 689   | Consett via Slaley & Ebchester             |
| B     | 613   | Whittonstall                               |
| B     | 684   | Newcastle via Corbridge & Wylam            |
| B     | 685   | Newcastle via Corbridge                    |
| B     | X85   | Newcastle express via Corbridge            |
| C     | 74    | Newcastle via Matfen & Ponteland           |
| C     | 688   | Allendale via Langley-on-Tyne & Allenheads |
| D     | 683   | Beaumont Park                              |
| D     | 685   | Brampton & Carlisle via Haltwhistle        |
| D     | X85   | Leazes                                     |
| E     | 680   | Bellingham via Acomb & Humshaugh           |
| E     | 684   | Haugh Lane                                 |
| E     | 882   | West Woodburn                              |
| E     | 885   | Byrness via Corbridge & Otterburn          |
| E     | 889   | Nenthead via Whitfield & Alston            |
| E     | AD122 | Haltwhistle via Hadrian's Wall             |

## Economía
El mayor empleador, en Hexham, es Egger (RU) Ltd.
Hexham era famosa desde hacía mucho tiempo por su fabricación de cuero. Wright (1823) ofrece algunas estadísticas.
77 hombres y niños empleados como peluqueros y cortadores de guantes, 40 niños empleados como plumeros y 1.111 mujeres empleadas como alcantarillas. Las pieles curtidas anualmente eran 80.000, y se importaban 18.000 pieles de cuero curtido. De ellos se fabricaron y exportaron anualmente 23.504 decenas de pares de guantes. En el procesamiento se utilizó Oker holandés , pero si fuera necesario se podría utilizar arcilla local.
El curtido era una industria aliada necesaria y había cuatro curtidurías que empleaban a una veintena de hombres. En un año manejaban 5.000 cueros y 12.000 pieles de ternera . Proporcionaron talabarteros, zapateros y zapateros locales.
Hexham también tenía 16 maestros sombrereros y el comercio empleaba a 40 personas. Había dos fábricas de lana, que funcionaban con vapor, y dos fábricas de cuerdas. Había molinos de agua de maíz debajo del puente. Un molino de viento en Sele estaba en ruinas, pero todavía había uno en funcionamiento en Tyne Green. Era, y sigue siendo, un mercado floreciente, que incluía un mercado para ganado y otros animales de granja.
En Hexham, el Subskimmer fue diseñado y fabricado por Submarine Products. En la ciudad también se encuentra una fábrica de tableros de aglomerado propiedad de la empresa austriaca Egger Retail Products GmbH, que expulsa vapor que se puede ver a kilómetros de distancia.
La cervecería botánica Fentimans tiene su sede en Hexham.

## Compras
Hexham tiene muchas tiendas que se encuentran comúnmente en otras ciudades comerciales inglesas, con cinco supermercados centrales ( Tesco , Aldi , Lidl , Marks and Spencer y Waitrose ), múltiples tiendas de ropa, tiendas benéficas, bancos, agentes inmobiliarios, tiendas de antigüedades y farmacias. [32] Los cafés y cafeterías también son comunes en Hexham, desde cadenas comerciales ( Costa ) hasta independientes de gestión familiar.

## Deporte
El hipódromo de Hexham se encuentra en Yarridge Heights, en las colinas que dominan la ciudad, y se celebran carreras National Hunt ( carreras de obstáculos ) durante todo el año. [33]
Club de críquet de Tynedale
La ciudad también alberga el Tynedale Cricket Club, que juega sus partidos en casa en Prior's Flat. (NE46 3EW)
Fundado en 1888, el club ha tenido su período más exitoso en los últimos 40 años cuando dominó la Liga del Condado de Northumberland, antes de comenzar el siglo XXI ganando varios campeonatos en la recién creada Liga de Cricket Senior de Northumberland & Tyneside.
A finales de 2017, Tynedale CC se convirtió en miembro fundador de la nueva Northumberland & Tyneside Cricket League (NTCL), formada cuando los clubes constituyentes votaron una fusión entre NTSCL y Northumberland Cricket League en la AGM inaugural celebrada en Kingston Park Rugby Ground.
Esta nueva liga comprenderá seis divisiones con las divisiones 5 y 6 regionalizadas en secciones norte y sur.